# 埃爾多拉多 (加利福尼亞州)
埃爾多拉多（英語：El Dorado）是位於美國加利福尼亞州埃爾多拉多縣的一個非建制地區。該地的面積和人口皆未知。

## 地理
埃爾多拉多的座標為38°40′58″N 120°50′52″W / 38.68278°N 120.84778°W，而該地的平均海拔高度為490米（即1680英尺）。